# Collasso (saggio)
Collasso. Sopravvivere alle attuali guerre e catastrofi in attesa di un inevitabile ritorno al passato (The Long Emergency: Surviving the Converging Catastrophes of the Twenty-first Century) è un libro dello scrittore statunitense James Howard Kunstler, pubblicato nel 2005 presso la Grove/Atlantic e tradotto in italiano nello stesso anno per Nuovi Mondi Media.
Il testo esplora le conseguenze del picco della produzione mondiale di petrolio, in coincidenza con gli effetti del cambiamento climatico, pandemie cicliche, la siccità, l'instabilità economica mondiale e la guerra a provocare il caos per le generazioni future.

## Edizioni
- James Howard Kunstler, Collasso - Sopravvivere alle attuali guerre e catastrofi - in attesa di un inevitabile ritorno al passato, Nuovi Mondi Media, 2005,  p. 342, ISBN 88-89091-25-8.